# Анаконда (серия фильмов)
«Анаконда» (англ. Anaconda и Anacondas) — американская серия фильмов ужасов, созданная Хансом Бауэром, Джимом Кэшем и Джеком Эппсом. Серия спродюсирована и распространяема Sony Pictures Home Entertainment.
Серия началась с фильма «Анаконда» (1997) режиссёра Луиса Льосы, а затем последовало ещё одно театральное самостоятельное продолжение «Анаконда 2: Охота за проклятой орхидеей» (2004) режиссёра Дуайта Х. Литтла. Второй фильм показал скромные результаты в прокате, и поэтому следующие три фильма вышли на DVD и ТВ: «Анаконда 3: Цена эксперимента» (2008), «Анаконда 4: Кровавый след» (2009). Оба фильма режиссировал Дон Э. Фонтлерой, и снимались они одновременно. Пятый фильм серии назывался «Озеро страха: Анаконда» (2015) режиссёр А. Б. Стоун. Фильм является кроссовером с серией фильмов «Озеро страха» и продолжением для двух франшиз. Шестая часть франшизы, «Анаконда», является китайским ремейком первого фильма, а выход состоялся в 2024 году. Каждая часть вращается вокруг гигантских анаконд-людоедов и усилий различных групп людей по захвату или уничтожению этих существ.
Вымышленное растение, известное как Проклятая орхидея, и компания Wexel Hall Pharmaceuticals, а также вымышленная семья Мердок неоднократно упоминаются в фильмах (в частности в Анаконде 3).
Киносерия получала в основном отрицательные и смешанные отзывы из-за сценария, режиссуры, а direct-to-video сиквелы критиковались из-за графики и игры актёров.
Перезапуск в настоящее время находится в разработке от Sony Pictures.

## Фильмы
| Фильм                                   | Дата выхода          | Режиссёр                 | Сценарист                                                   | Продюсер                                       |
| --------------------------------------- | -------------------- | ------------------------ | ----------------------------------------------------------- | ---------------------------------------------- |
| Анаконда                                | 11 апреля 1997       | Луис Льоса               | Ханс Бауер, Джим Кэш, Джек Эппс-младший                     | Кэррол Литтл, Верна Харра и Леонард Рэбинотвиз |
| Анаконда 2: Охота за проклятой орхидеей | 27 августа 2004      | Дуайт Х. Литтл           | Джон Клафлин, Даниэл Зелман, Майкл Майнер, Эдвард Ньюмайнер | Верна Харра                                    |
| Анаконда 3: Цена эксперимента           | 26 июля 2008         | Дон Э. Фонтлерой         | Николас Дэвидофф и Дэвид Олсон                              | Элисон Семенза                                 |
| Анаконда 4: Кровавый след               | 28 февраля 2009      | Дон Э. Фонтлерой         | Дэвид Олсон                                                 | Элисон Семенза                                 |
| Озеро страха: Анаконда                  | 25 апреля 2015       | А. Б. Стоун              | Беркели Андерсон                                            | Джеффри Бич и Филипп Рут                       |
| Анаконда                                | 1 марта 2024 (Китай) | Сян Цюй Лян и Сян Хэ Шэн | Эван Догерти                                                | Сян Хэ Шэн                                     |
| Анаконда                                | 25 декабря 2025      | Том Гормикан             | Эван Догерти и Кевин Эттен                                  |                                                |

### Анаконда (1997)
Когда съемочная группа документального фильма, путешествующая по джунглям Амазонки, подбирает застрявшего человека, они не знают о неприятностях, которые могут произойти. Хобби этого незнакомца-поймать гигантскую змею-анаконду, и он планирует продолжать охотиться на нее на своей лодке.
Фильм получил смешанные оценки кинокритиков. На сайте-агрегаторе Rotten Tomatoes фильм получил рейтинг 40 %. В прокате фильму сопутствовал успех — кассовые сборы составили более 136 млн долларов, что в три раза превысило потраченный бюджет.

### Анаконда 2: Охота за проклятой орхидеей (2004)
В дикие джунгли отправляются ученые-фармацевты на поиски чудесного цветка Кровавой Орхидеи, который способен омолодить и продлить жизнь. Как бы путь по джунглям не был труден, все же самую большую опасность для исследователей несут гигантские анаконды, охраняющие тайну цветка. Как можно догадаться, немногие выжили.
Вторая часть ожидалась зрителями на волне успеха первого фильма и тоже была принята неплохо. Но бюджет картины был ниже, спецэффекты хуже, актёры неузнаваемы, поэтому и сборы много меньше. Фильм оценили смешанными отзывами.

### Анаконда 3: Цена эксперимента (2008)
Все-таки гигантская Анаконда была поймана и стала «подопытной мышью» в руках человека. Особая, мутировавшая, Анаконда сбегает из секретной лаборатории. Для ее поимки была привлечена команда наемников. Миллионер, спонсировавший эксперименты над змеей, обещал хорошее денежное вознаграждение за ее поимку . Жажда наживы велика, но наемники еще не знают, что, не получив денег, сами станут наживкой.
Фильм получил крайне отрицательные оценки.

### Анаконда 4: Кровавый след (2009)
Существование гигантских змей-убийц со временем стало легендой. Но человеческая алчность не знает границ и страха, поэтому экспедиции снова и снова отправляются на поиски этих тварей. Многие непрошенные гости поплатились жизнью, убедившись в правдивости рассказов. Постоянное вторжение человека в мир этих рептилий подвигло их к началу собственной охоты, тем более, что они размножились до целой хладнокровной армии. Каждый раз в сезон дождей они начинают свою игру.
Это последняя часть франшизы, которая призвана решить все вопросы и поставить точку. Фильм получил хоть и негативные отзывы, но они были лучше, чем у «Цены эксперимента».

### Озеро страха: Анаконда (2015)
В 2015 году вышел фильм «Озеро страха: Анаконда», который является кроссовером «Анаконды» и «Озера страха».
В большей степени фильм является продолжением серии фильмов «Озера страха».
В Блэк-Лейке (штат Мэн) несчастный случай позволяет двум гигантским видам, крокодилам и анакондам, восстановиться и сбежать в сторону Чистого озера. Теперь Реба объединяется с Талли, чтобы найти его дочь Бетани и группу девушек из женского общества в смертельном поединке между этими двумя существами.
Чикагский критик Тим Брэйтон из Online Film Critics Society негативно отозвался о фильме, при этом назвав его худшим из продолжений «Озера страха» и лучшим из продолжений «Анаконды».

### Анаконда (2024)
Группа артистов цирка, направляясь к месту, которое, по их мнению, является новым местом выступления, застревает в густом тропическом лесу после того, как лодка, на которой они плыли, и капитан, идущий впереди, были съедены и уничтожены анакондой. Их пути пересекаются со смертоносным браконьером, охотящимся на анаконду, который понимает, что теперь у него может быть достаточно наживки, чтобы поймать ее. Но, будучи артистами цирка, у них есть в запасе несколько приемов выживания.

### Анаконда (2025)
В 2020 году студия Columbia Pictures привлекла сценариста Эвана Догерти для разработки нового, современного подхода к возрождённой франшизе, рассчитывая, переработав оригинальный сюжет, сделать блокбастер в духе фильма «Мег: Монстр глубины», заработавшего в прокате более полумиллиарда долларов. Согласно источникам, «подход Догерти будет не ремейком или продолжением оригинала, а его переосмыслением». Студия поставила себе целью взять простой и относительно дешёвый проект категории «Б» конца 1990-х годов и превратить его в масштабное зрелище с крупным бюджетом. В марте 2023 года Том Гормикан был назначен режиссером фильма. В августе 2024 года Джек Блэк и Пол Радд были утверждены на главные роли, а Том Гормикан был подтвержден в качестве режиссера по сценарию, написанному Гормиканом и Кевином Эттеном. В сентябре к актерскому составу присоединилась Даниэла Мельхиор. В декабре было позже объявлено, что фильм официально выйдет 25 декабря 2025 года.

## Актёры и персонажи
| Персонаж           | Основная серия      | Основная серия                          | Основная серия                | Основная серия            | Основная серия         | Перезагрузка |
| Персонаж           | Анаконда            | Анаконда 2: Охота за проклятой орхидеей | Анаконда 3: Цена эксперимента | Анаконда 4: Кровавый след | Озеро страха: Анаконда | Анаконда     |
| Персонаж           | 1997                | 2004                                    | 2008                          | 2009                      | 2015                   | 2025         |
| ------------------ | ------------------- | --------------------------------------- | ----------------------------- | ------------------------- | ---------------------- | ------------ |
| Терри Флорес       | Дженнифер Лопес     | Упоминаются                             |                               |                           |                        |              |
| Дэнни Рич          | Айс Кьюб            | Упоминаются                             |                               |                           |                        |              |
| Пол Серон          | Джон Войт           | Упоминаются                             |                               |                           |                        |              |
| Профессор Стив Кэл | Эрик Штольтс        | Упоминаются                             |                               |                           |                        |              |
| Варрен Вэстрич     | Джонатан Гуд        | Упоминаются                             |                               |                           |                        |              |
| Гари Диксон        | Овен Вильсон        | Упоминаются                             |                               |                           |                        |              |
| Дэнис Кэлберг      | Кэри Вурдер         | Упоминаются                             |                               |                           |                        |              |
| Матео              | Винцент Кастелланос |                                         |                               |                           |                        |              |
| Браконьер          | Дэнни Трехо         |                                         |                               |                           |                        |              |
| Билл Джонсон       |                     | Джонни Месснер                          |                               |                           |                        |              |
| Сэм Роджерс        |                     | Кэйди Стриклэнд                         |                               |                           |                        |              |
| Доктор Джек Бруон  |                     | Мэтью Марсден                           |                               |                           |                        |              |
| Кол Буррис         |                     | Евген Бурд                              |                               |                           |                        |              |
| Гэйл Стерн         |                     | Салли Ридчардсон                        |                               |                           |                        |              |
| Трэн Ву            |                     | Карл Юн                                 |                               |                           |                        |              |
| Гордон Митчелл     |                     | Моррис Джеснат                          |                               |                           |                        |              |
| Доктор Бен Дуглас  |                     | Николас Гонсалес                        |                               |                           |                        |              |
| Джон Ливингстон    |                     | Энди Андерсон                           |                               |                           |                        |              |
| Стефен Хаммет      |                     |                                         | Дэвид Хассельхофф             |                           |                        |              |
| Аманда Хэйс        |                     |                                         | Кристал Аллен                 | Кристал Аллен             |                        |              |
| Питер Мёрдок       |                     |                                         | Джон Ривс-Дэйвс               | Джон Ривс-Дэйвс           | Упоминается            |              |
| Пинкус             |                     |                                         | Райан МакКлиски               |                           |                        |              |
| Ник                |                     |                                         | Патрис Рэгис                  |                           |                        |              |
| Андрей             |                     |                                         | Элин Олтени                   |                           |                        |              |
| Грозный            |                     |                                         | Энтони Грин                   | Энтони Грин               |                        |              |
| Виктор             |                     |                                         | Тома Дэнила                   | Тома Дэнила               |                        |              |
| София              |                     |                                         | Милхаела Орос                 | Милхаела Орос             |                        |              |
| Профессор Эрик Кэн |                     |                                         | Сербан Селеа                  | Сербан Селеа              |                        |              |
| Даррил             |                     |                                         | Элин Константинески           | Элин Константинески       |                        |              |
| Питер Рейснер      |                     |                                         | Золтан Бутук                  | Золтан Бутук              |                        |              |
| Ассистент Мёрдока  |                     |                                         | Cristina Teodorescu           | Cristina Teodorescu       |                        |              |
| Джексон            |                     |                                         |                               | Линден Эшби               |                        |              |
| Скотт              |                     |                                         |                               | Дэнни Мидвинтер           |                        |              |
| Алекс              |                     |                                         |                               | Кэлин Стански             |                        |              |
| Телохранитель      |                     |                                         |                               | Ана Улару                 |                        |              |
| Венди              |                     |                                         |                               | Анса Андрон               |                        |              |
| Евген              |                     |                                         |                               | Емил Хостина              |                        |              |
| Вил Тиль           |                     |                                         |                               |                           | Корин Немек            |              |
| Реба               |                     |                                         |                               |                           | Вэнси Бултер           |              |
| Джим Байкермен     |                     |                                         |                               |                           | Роберт Инглунд         |              |
| Бетхэни Тиль       |                     |                                         |                               |                           | Скай Лоури             |              |
| Сара Мёрдок        |                     |                                         |                               |                           | Аннабель Врайт         |              |
| Бич                |                     |                                         |                               |                           | Стефен Билленгтон      |              |
| Тиффани            |                     |                                         |                               |                           | Лаура Дэль             |              |
| Марго              |                     |                                         |                               |                           | Али Игл                |              |
| Дебюти Фергюсон    |                     |                                         |                               |                           | Оливер Волкео          |              |

## Создатели
| Роль                      | Фильм                                         | Фильм                                   | Фильм                                                                                | Фильм                                                                                | Фильм                               |
| Роль                      | Анаконда                                      | Анаконда 2: Охота за проклятой орхидеей | Анаконда 3: Цена эксперимента                                                        | Анаконда 4: Кровавый след                                                            | Озеро страха: Анаконда              |
| Роль                      | 1997                                          | 2004                                    | 2008                                                                                 | 2009                                                                                 | 2015                                |
| ------------------------- | --------------------------------------------- | --------------------------------------- | ------------------------------------------------------------------------------------ | ------------------------------------------------------------------------------------ | ----------------------------------- |
| Композитор                | Рэнди Эдельман                                | Нерида Тайсон                           | Питер Майснер                                                                        | Питер Майснер                                                                        | Клод Фойси                          |
| Оператор                  | Билл Бултер                                   | Стефен Виндон                           | Дон Э. Фонтлерой                                                                     | Дон Э. Фонтлерой                                                                     | Иво Питчев                          |
| Редактор                  | Майкл Миллер                                  | Маркус Арчи Марк Ворнер                 | Скотт Конрад                                                                         | Скотт Конрад                                                                         | Камерон Халленбек                   |
| Производственные компании | Columbia PicturesCinema Line Film Corporation | Screen GemsMiddle Fork Productions      | Stage 6 FilmsHollywood Media Bridge Castel Film Romania Really Big Snake Productions | Stage 6 FilmsHollywood Media Bridge Castel Film Romania Really Big Snake Productions | Destination Films UFO International |
| Распространитель          | Sony Pictures Releasing                       | Sony Pictures Releasing                 | Sony Pictures Home Entertainment                                                     | Sony Pictures Home Entertainment                                                     | Sony Pictures Home Entertainment    |
| Хронометраж               | 89 минут                                      | 97 минут                                | 91 минут                                                                             | 89 минут                                                                             | 92 минут                            |

## Сборы и бюджет
| Фильм                                   | Дата выхода      | Сборы                   | Сборы                    | Сборы                     | Бюджет                    |
| Фильм                                   | Дата выхода      | Сев. Америка            | Другие страны            | Все страны                | Бюджет                    |
| --------------------------------------- | ---------------- | ----------------------- | ------------------------ | ------------------------- | ------------------------- |
| Анаконда                                | Апрель 11, 1997  | 65 885 767 долларов США | 71 000 000 долларов США  | 136 885 767 долларов США  | 45 миллионов долларов США |
| Анаконда 2: Охота за проклятой орхидеей | Август 27, 2004  | 32 238 923 доллара США  | 38 753 975 долларов США  | 70 992 898 долларов США   | 25 миллионов долларов США |
| Анаконда 3: Цена эксперимента           | Октябрь 20, 2008 |                         |                          | 15 миллионов долларов США | 8 миллионов долларов США  |
| Анаконда 4: Кровавый след               | Февраль 28, 2009 |                         |                          | 8 миллионов долларов США  | 9 миллионов долларов США  |
| Озеро страха: Анаконда                  | Апреля 25, 2015  |                         |                          | 283 001 доллар США        | 3 миллиона долларов США   |
| Итог                                    | Итог             | 98 124 690 долларов США | 109 753 975 долларов США | 231 161 666 долларов США  | 90 миллионов долларов США |

## Критика
| Фильм                                   | Rotten Tomatoes     | Metacritic       |
| --------------------------------------- | ------------------- | ---------------- |
| Анаконда                                | 40 % (53 рецензии)  | 37 (20 рецензий) |
| Анаконда 2: Охота за проклятой орхидеей | 25 % (120 рецензий) | 40 (28 рецензий) |
| Анаконда 3: Цена эксперимента           | (2 рецензии)        |                  |
| Анаконда 4: Кровавый след               | (1 рецензия)        |                  |
| Озеро страха: Анаконда                  | (1 рецензия)        |                  |

Серия фильмов «Анаконда» была принята смешанными и отрицательными отзывами критиков и зрителей.
Первый фильм, который вышел в 1997 году, вызвал некоторый интерес у зрителей благодаря своей загадочности и атмосфере приключений. Однако, критики отметили его низкое качество сюжета и плохую актерскую игру. Несмотря на это, фильм стал финансово успешным и получил достаточное количество продаж на DVD.
Второй и третий фильмы серии, "Анаконда 2: Охота за проклятой орхидеей" (2004) и "Анаконда 3: Цена эксперимента" (2008), продолжали исследовать тему опасных змей. Однако, эти фильмы не смогли повторить коммерческий успех первого фильма и были приняты ещё хуже критиками. Особенно негативно отозвались они о третьем фильме, называя его скучным и неполноценным продолжением серии. Последующие два продолжения, а именно четвёртая часть и кроссовер, оказались настолько далеки от успеха первой части, что стали едва заметны в кинематографическом мире.

## Музыка
Официальный саундтрек писался только для первых двух театральных фильмов — «Анаконда» и «Анаконда 2: Охота за проклятой орхидеей».
Для последующих телевизионных продолжений индивидуальный саундтрек не создавался.

## Другие медиа

### Новелизация
Анаконда: Сценарий писателя — роман Ханса Бауэра, опубликованный в 2014 году. Бауэр также написал сценарий к фильму Анаконда 1997 года и его продолжению 2004 года Анаконда 2: Охота за проклятой орхидеей.

### Игры

#### Мод «Анаконда» для игры Quake (1997)
Содействуя выпуску оригинального фильма, Sony выпустила бесплатный мод полной конверсии для Quake Mission Pack No. 1: Scourge of Armagon, в котором представлены новые враги-змеи и большой босс Анаконда.

#### Anacondas Arcade Game (2004)
Интерактивная онлайн-игра, созданная Sony Studios в 2004 году для продвижения фильма Анаконда 2: Охота за проклятой орхидеей.

#### Anacondas 3D: Adventure Game (2004)
Интерактивная онлайн-игра, созданная Sony Studios в 2004 году для продвижения фильма Анаконда 2: Охота за проклятой орхидеей.

#### Snakes on a Babe (2008)
Интерактивная онлайн-игра, созданная в 2008 году для продвижения фильма "Анаконда 3: Цена эксперимента того же года.